# David French Boyd
Pour les articles homonymes, voir David Boyd (homonymie) et Boyd.
David French Boyd (5 octobre 1834 – 27 mai 1899) était un professeur et administrateur américain pour l'éducation. Il enseigna les mathématiques et la philosophie à l'université d'État de Louisiane. Il présida brièvement l'Agricultural and Mechanical College of Alabama (aujourd'hui l'université Auburn).

## Biographie
David French Boyd était le fils aîné d'un avocat et magnat des chemins de fer. Il est né à Wytheville en Virginie. Il fit ses études à l'Université de Virginie mais en sortit sans diplôme. Il s'installa ensuite en Louisiane et rejoignit le corps enseignant du tout récent Louisiana State Seminary of Learning à Pineville. Il se lia d'amitié avec le directeur de cette institution, William Tecumseh Sherman. Pendant la guerre de Sécession, Boyd combattit dans les rangs de l'Armée des États confédérés, d'abord au sein du 9e régiment d'infanterie de Louisiane, qui faisait partir des Louisiana Tigers. Puis il fut transféré sur le front occidental où il fut major dans le Génie.
Il fut capturé par la milice de jayhawkers et vendu à l'Armée de l'Union avant de regagner le sud grâce à l'intervention de Sherman. Après la guerre, en 1865, Boyd retourna au séminaire de Pineville et devint à son tour directeur. Il écrivit plus tard la charte faisant de l'institution l'université d'État de Louisiane (Morrill Land-Grant Colleges Act). Il fut renvoyé en 1880 puis revint comme président de l'université en 1884. Il mourut en 1899 et fut enterré dans le cimetière Magnolia Cemetery de Bâton-Rouge.